# Блюз частного детектива
«Блюз частного детектива» (иер. трад. 非常偵探, упр. 非常侦探, кант.-рус.: Фай сын чинг таам, англ. The Private Eye Blues) — гонконгская триллер 1994 года режиссёра Эдди Фона. Главные роли в фильме исполнили Джеки Чун, Кэти Чоу и Мевис Фань.
Картина получила две номинации на 14-й Гонконгской кинопремии.

## Сюжет
Малышка (Мевис Фань) таинственным образом исчезла после прибытия в Гонконг. Оказалось, что частный детектив, которого играет Джеки Чун, спас её и спрятал у себя дома. Жена детектива (Кэти Чоу) собирается разводиться с ним, и появление Малышки напрягает итак непростые отношения между ними.

## В ролях
- Джеки Чун — частный детектив
- Кэти Чоу[англ.] — жена частного детектива
- Мевис Фань[англ.] — Малышка
- Ли Хиу-тунг — Дочь
- Вонг Тин-Лам[англ.] — босс с материка
- Бобби Ип — парень, которого сбили на улице

## Награды и номинации
| Награды                     | Награды            | Награды                                                                   | Награды   |
| Кинопремия                  | Категория          | Лауреат / претендент                                                      | Результат |
| --------------------------- | ------------------ | ------------------------------------------------------------------------- | --------- |
| 14-я Гонконгская кинопремия | Лучший новый актёр | Мевис Фань                                                                | Номинация |
| 14-я Гонконгская кинопремия | Лучшая песня       | Композитор: Джон Лаудон • Слова: Кит Чан Сиу-кей • Исполнитель: Джеки Чун | Номинация |